# Leptanilla havilandi
Leptanilla havilandi är en myrart som beskrevs av Auguste-Henri Forel 1901. Leptanilla havilandi ingår i släktet Leptanilla och familjen myror. Inga underarter finns listade i Catalogue of Life.

## Bildgalleri

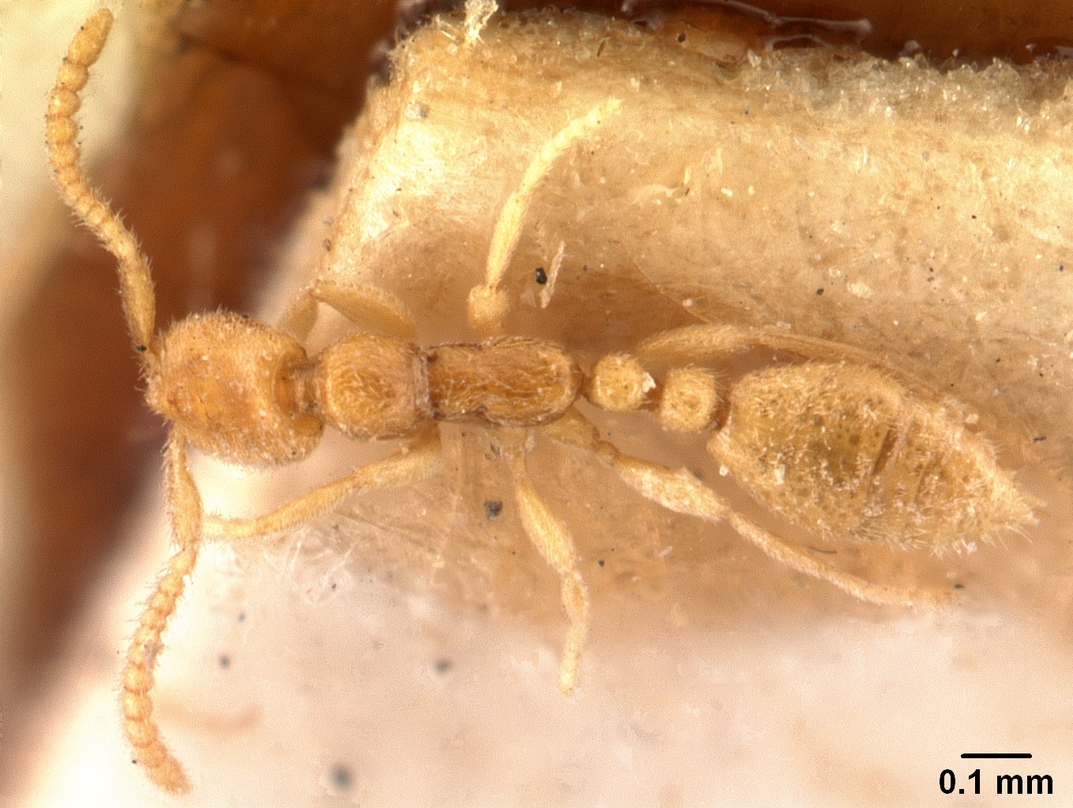
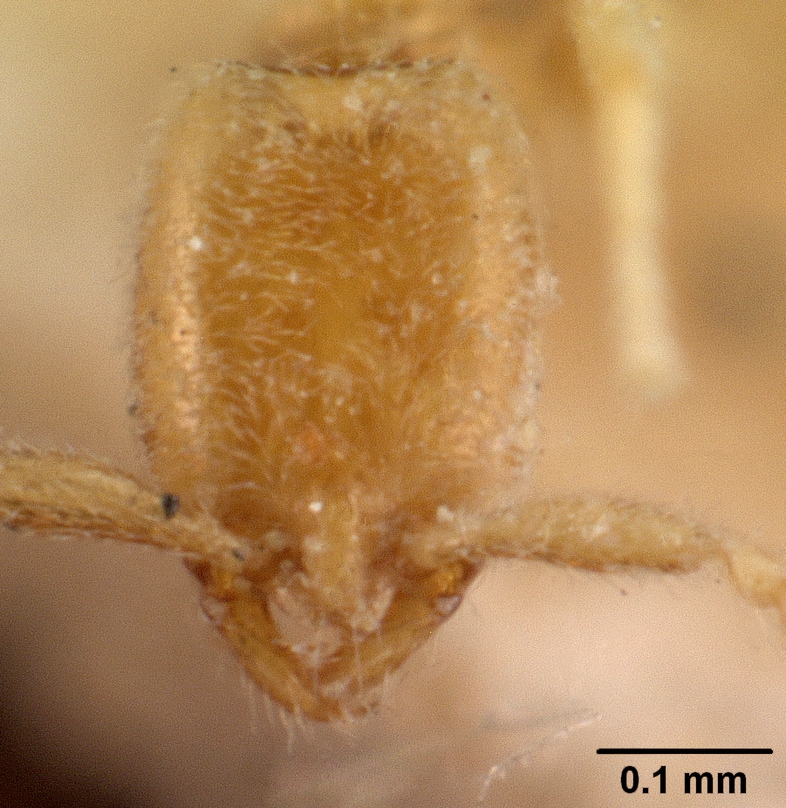
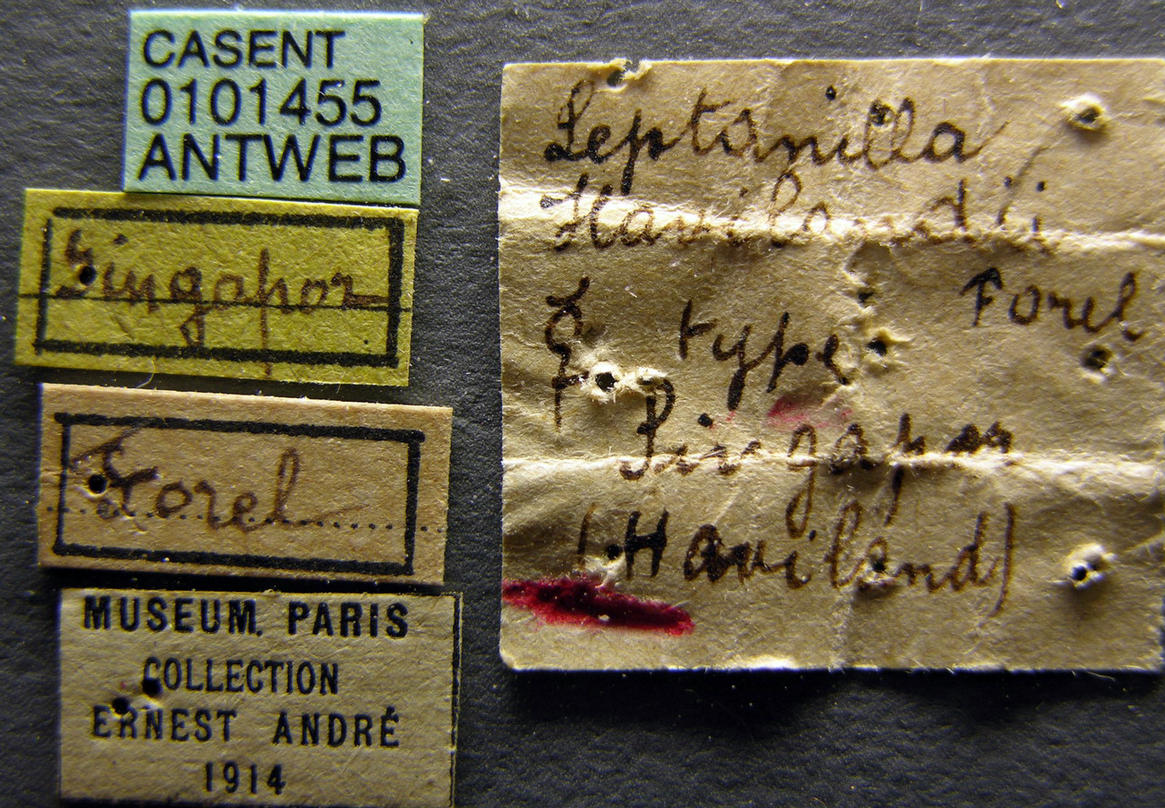
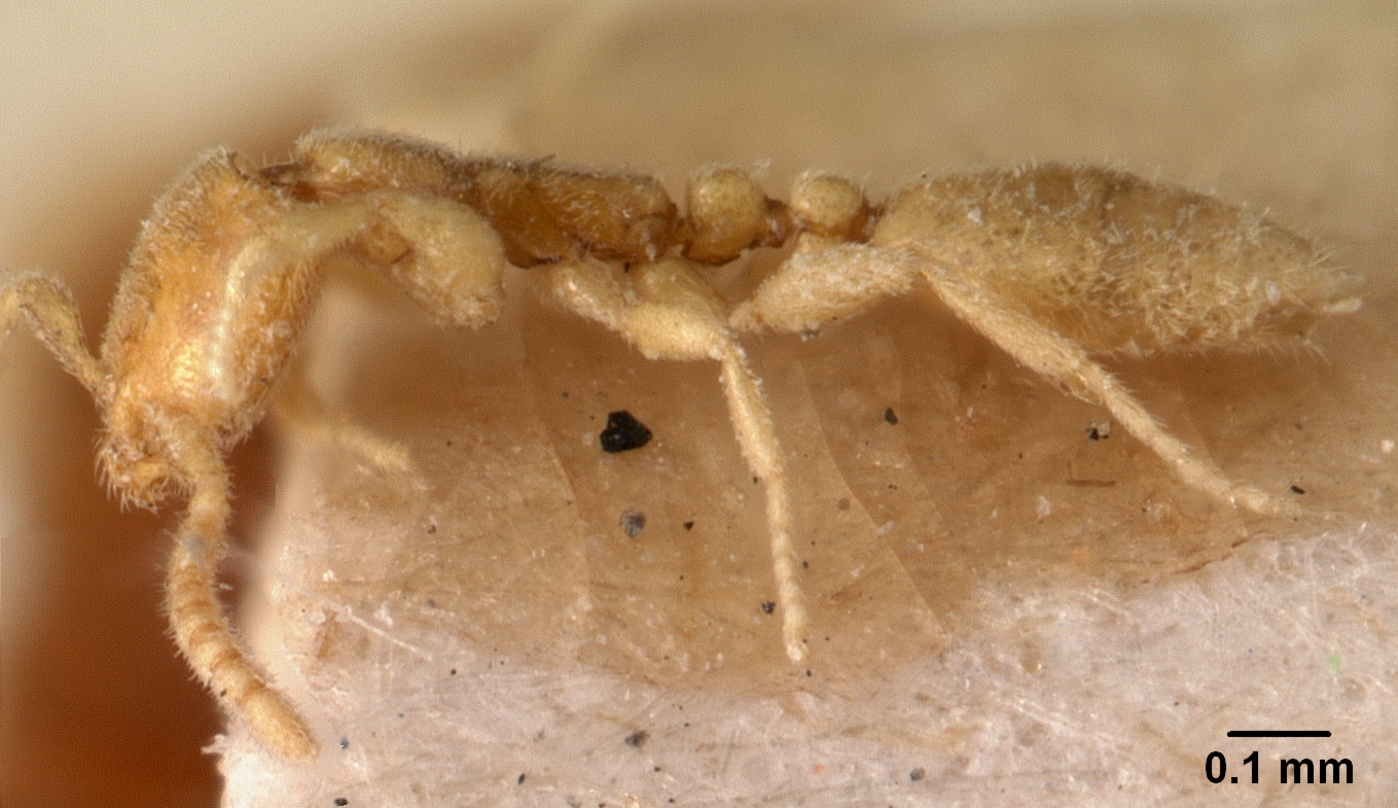